# Michiel Coxie

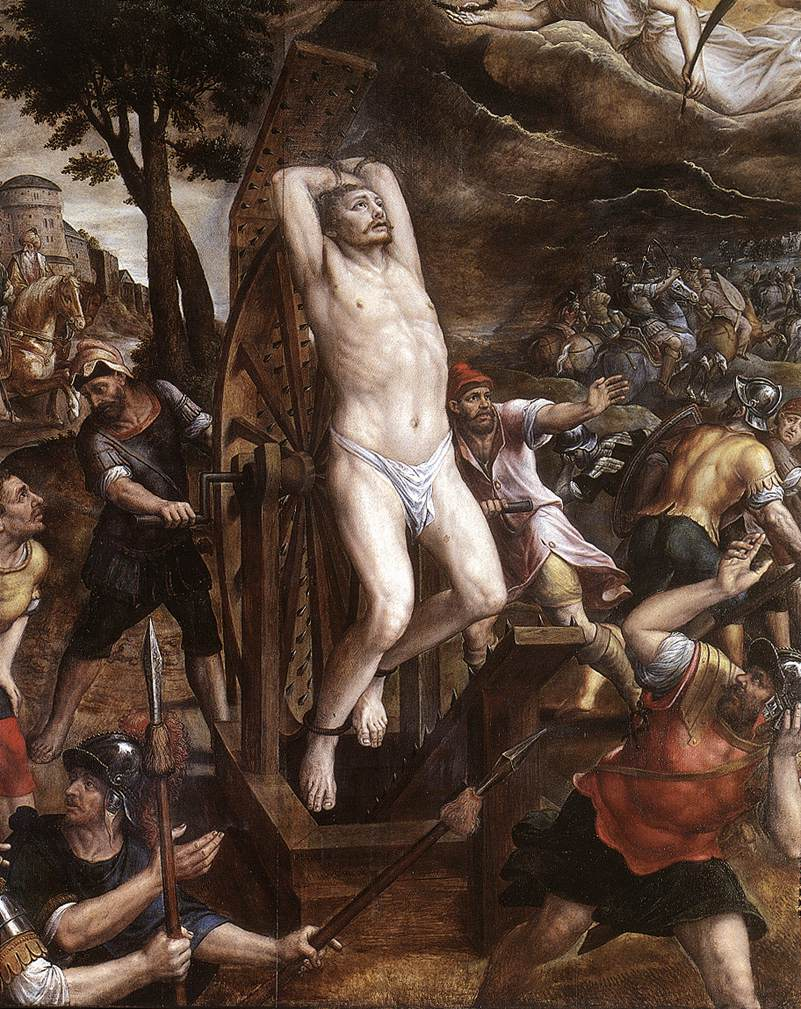
Michiel Coxie – "Sankt Görans martyrium" (1588), Sankt Rumboldkatedralen, Mechelen.

Michiel Coxie, eller van Coxcien, född 1499 i Mechelen, död där den 3 mars 1592, var en flamländsk målare.
Coxie utbildades under Bernard van Orley samt genom studier i Italien. Han blev en av den romaniserande riktningens ivrigaste och framgångsrikaste anhängare i Norra Europa, kallad "den flamske Rafael". Han var verksam i Bryssel och Mechelen, slutligen i Antwerpen och utförde religiösa bilder i italiensk anda. 
I kyrkan Santa Maria dell'Anima i Rom utförde Coxie 1531 på uppdrag av kardinal Willem van Enckevoirt en freskcykel med scener ur den heliga Barbaras liv. Hans målningar bevaras främst i kyrkor och samlingar i Belgien, främst Bryssel, samt i Spanien och Tyskland.